# Kim Kyoung-min
Kim Kyoung-min (koreanisch: 김경민; * 21. April 1980) ist eine südkoreanische Fußballschiedsrichterassistentin.
Seit 2004 steht sie auf der Liste der FIFA-Schiedsrichter und leitet internationale Fußballpartien.
Kim Kyoung-min war unter anderem Schiedsrichterassistentin bei der Weltmeisterschaft 2007 in China (als Assistentin von Mayumi Oiwa), bei der Weltmeisterschaft 2011 in Deutschland (als Assistentin von Cha Sung-mi), beim olympischen Fußballturnier 2012 in London (als Assistentin von Hong Eun-ah), bei der U-17-Weltmeisterschaft 2014 in Costa Rica, bei der Weltmeisterschaft 2015 in Kanada (als Assistentin von Ri Hyang-ok), bei der U-20-Weltmeisterschaft 2016 in Papua-Neuguinea, bei der U-20-Weltmeisterschaft 2018 in Frankreich, bei der Weltmeisterschaft 2019 in Frankreich (als Assistentin von Ri Hyang-ok und Qin Liang) und beim olympischen Fußballturnier 2020 in Tokio (als Assistentin von Kate Jacewicz). Insgesamt leitete Kim Kyoung-min neun WM-Spiele bei vier Weltmeisterschaften, womit sie auf dem vierten Platz der meisten WM-Spielleitungen liegt.
Im November 2012 wurde Kim als AFC Assistant Referee of the Year ausgezeichnet.